# کاتوزیان
کاتوزیان یا کاتوزی نام یکی از طبقات اجتماعی چهارگانهٔ ایران قدیم است و صنف عابد و پارسا را گویند. در شاهنامه جمشید طوایف را چهار قسمت کرد، گروه اوّل را کاتوزی نامید و گفت که در کوه‌ها و غارها مسکن کنند و به عبادت خدا و کسب علوم مشغول باشند. طبقه دوم را نیساری خواند و گفت سپاهی‌گری بیاموزند و طبقه سوم را نسودی نام نهاد و حکم کرد که کشت و زرع کنند، طبقه چهارم را اهنوخوشی لقب داد و گفت به انواع حرفه‌ها بپردازند. فردوسی گوید :
| ز هر پیشه در انجمن گرد کرد |  | بدین اندرون سال پنجاه خورد |
| گروهی که کاتوزیان خوانیش   |  | به رسم پرستندگان خوانیش    |
| جدا کردشان از میان گروه    |  | پرستنده را جایگه کرد کوه   |
| بدان تا پرستش بود کارشان   |  | نوان پیش روشن جهاندارشان   |

## ریشه کاتوزیان
نوشته‌اند کاتوزیان جمع کاتوزی است. به احتمال ضعیف  آتوربان را متصل نوشته‌اند و اشتباهاً کاتوزیان نیز خوانده شده‌است، فرضیهٔ محتمل‌تر ممکن است آثروانان باشد این صنف علاوه بر آذربانی یا همان حافظان آتش، وظیفه دیگرشان قرائت آیات اوستا (گاثاها) در کنار آتش مقدس بود. 